# Streptomyces
Pour Streptomyces tenebrarius, voir Streptoalloteichus tenebrarius.
Genre
Espèces de rang inférieur
- S. achromogenes
- S. avermitilis
- S. avidinii
- S. coelicolor
- S. conglobatus
- S. felleus
- S. ferralitis
- S. filamentosus
- S. griseus
- S. hygroscopicus
- S. iysosuperficus
- S. somaliensis
- S. thermoviolaceus
- S. toxytricini
- S. violaceoruber
- S. viridochromogenes
- S. xantholiticus

Le genre Streptomyces désigne des bactéries filamenteuses gram positives non pathogènes appartenant à l'ordre des Actinomycètes, qui comprend notamment les genres Mycobacterium, Corynebacterium, Nocardia, Rhodococcus et Frankia.
Le genre Streptomyces a été caractérisé par Selman Waksman (1888-1973) et Arthur Trautwein Henrici (1889-1943) en 1943. Ces bactéries sont principalement retrouvées dans les couches superficielles des sols où leur développement et leur dispersion sont facilités par leur croissance mycélienne et leur capacité de sporulation. Les Streptomyces sont des bactéries saprophytes, assurant leur croissance à partir de la dégradation des matières organiques du sol grâce à de nombreuses enzymes hydrolytiques extra-cellulaires, participant ainsi activement à la formation de l'humus.
Les Streptomyces sont des bactéries d'intérêt majeur, tant sur le plan industriel que sur celui de la recherche fondamentale puisqu'elles présentent, d'une part, un cycle de développement unique chez les procaryotes et, d'autre part, qu'elles sont à l'origine de la production de très nombreuses molécules bioactives, notamment d'antibiotiques. L'espèce Streptomyces avidinii, notamment, produit une molécule présentant une forte affinité pour la vitamine B8, la streptavidine.

## Le cycle de développement desStreptomyces
Sur milieu solide, le cycle de développement d'une colonie de Streptomyces commence par la germination d'une spore qui donne naissance à un mycélium primaire ramifié et modérément cloisonné qui se développe à la surface et à l'intérieur du substrat nutritif. Cette première phase de croissance est dite végétative.
La croissance du mycélium primaire s'arrête ensuite et une seconde phase de croissance, dite aérienne, va débuter. Des hyphes aériens non ramifiés s'érigent à partir du mycélium primaire et leur croissance est assurée par l'utilisation des substances de réserves synthétisées lors de la phase végétative (glycogène, polyphosphates, polyhydroxybutyrates...) et par le recyclage des composants cellulaires (acides nucléiques, protéines, lipides...) issus de la lyse du mycélium primaire. Les extrémités des hyphes aériens subissent ensuite des cycles de division synchronisés conduisant à leur compartimentation en préspores, puis en spores contenant chacune un seul chromosome.
C'est lors de la transition entre croissance végétative et croissance aérienne qu'a lieu le déclenchement de la biosynthèse de métabolites secondaires utilisés pour leurs propriétés bioactives. Cela sert principalement à éliminer la compétition avec d'autres micro-organismes attirés par les composants cellulaires libérés lors de la mort cellulaire programmée du mycélium primaire.

## Les molécules bioactives produites par lesStreptomyces
Différentes espèces de Streptomyces produisent naturellement de très nombreuses molécules présentant des structures chimiques et des activités biologiques très diverses. Actuellement, les Streptomyces sont à l'origine de la production de près des deux tiers des antibiotiques commercialisés, ainsi que de très nombreuses molécules ayant des activités sur des systèmes eucaryotes comme des anticancéreux, des immunosuppresseurs, des antifongiques, des herbicides, des insecticides, des antihelmintiques et des molécules anti-diabète ou anti-obésité.

### Exemples de molécules bioactives produites parStreptomyces
D'une manière générale, tous les composés dont les noms se terminent par le suffixe « ~ycine » sont  produits par des bactéries du genre Streptomyces (voir liste d'antibiotiques).
Pour les antibiotiques, on peut citer la streptomycine produite par S. griseus, la spiramycine produite par S. ambofaciens, la néomycine produite par S. fradiae ou l'hygromycine B produite par S. hygroscopicus.
Par ailleurs, on peut également citer la bléomycine, agent anticancéreux produit par S. verticillus, l'immunosuppresseur FK-506 produit par S. tsukubaensis, l'antifongique nystatine produit par S. noursei, l'herbicide phosphinotricine produit par S. viridochromogenes, les avermectines produites par S. avermitilis et présentant des activités insecticides et antiparasitaires et, enfin, la lipstatine produite par S. toxytricini permettant la synthèse d'orlistat, utilisé pour le traitement de l'obésité.

### À la recherche de nouvelles molécules produites parStreptomyces
L'utilisation massive d'antibiotiques entraîne l'apparition de souches devenues résistantes à la suite d'un évènement de mutation spontanée, ou à un transfert de plasmide portant un ou plusieurs gènes de résistance. À ce jour, certaines souches sont dites multirésistantes car elles sont capables de résister à de très nombreux antibiotiques de familles différentes. Ces souches représentent un problème important en santé publique, en particulier dans le cas des infections nosocomiales.
Pour faire face aux souches multirésistantes, de nouveaux antibiotiques agissant sur de nouvelles cibles ou présentant de nouveaux modes d'action sont nécessaires, mais la découverte de telles molécules utilisables en médecine reste un évènement assez rare, malgré les possibilités de criblage à haut débit.
À titre d'exemple, les laboratoires Merck & Co. Inc. ont annoncé en 2006 dans la revue Nature, la découverte de la platensimycine, un antibiotique produit par S. platensis, et ciblant les enzymes FAS impliquées dans la synthèse des acides gras. Cependant, l'intérêt thérapeutique des enzymes FAS en tant que cibles d'antibiotiques a rapidement été contesté, dans la mesure où de nombreux agents pathogènes (Staphylococcus, Streptococcus, Enterococcus) sont susceptibles d'utiliser les acides gras présents dans le sérum des patients pour s'y développer normalement.
Les approches basées sur la génomique permettent également d'accéder à des molécules inconnues en étudiant les voies de biosynthèse de ces molécules et la régulation de l'expression des gènes d'une souche de Streptomyces dont le génome a été entièrement séquencé.
L'étude des métagénomes de sols, en revanche, permet d'exploiter les séquences d'ADN de l'ensemble des organismes présents dans un échantillon. Ceci permet d'accéder aux voies de biosynthèse de souches de Streptomyces non cultivables en laboratoire.

## Caractéristiques des génomes deStreptomyces
Le premier génome de Streptomyces à avoir été entièrement séquencé est celui de S. coelicolor, publié en 2002.
Par la suite, le séquençage des génomes de plusieurs autres espèces de Streptomyces a été réalisé ou est en cours. On peut citer les génomes de S. avermitilis, S. griseus, S. scabies, S. clavuligerus et S. ambofaciens.
Les chromosomes de Streptomyces ont la particularité d'être linéaires et de présenter une proportion en bases G et C très élevée, 72 %, contre 51 % pour Escherichia coli. Comparés aux chromosomes d' E. coli K-12 (4,6 Mb) et de Bacillus subtilis (4,2 Mb), les chromosomes de Streptomyces sont de très grandes tailles (environ 8,7 Mb), et présentent une densité en gènes très élevée (89 % pour S. coelicolor). Le chromosome de S. coelicolor a d'ailleurs été le premier génome bactérien identifié comme porteur d'un plus grand nombre de gènes (7825 ORF sur 8,7 Mb) que l'eucaryote Saccharomyces cerevisiae (6607 ORFs sur 12,2 Mb).
Le génome de Streptomyces présente une organisation compartimentée. Les gènes conservés au sein du genre sont localisés dans la région centrale du chromosome, tandis que les bras chromosomiques renferment principalement des gènes accessoires, peu conservés, incluant notamment des gènes ou des clusters de gènes impliqués dans la biosynthèse de molécules bioactives. Ainsi, la région centrale regrouperait des gènes essentiels à la survie cellulaire, tandis que les bras chromosomiques contribueraient à l’adaptation et à la compétitivité de l’organisme, notamment par la production de composés tels que des antibiotiques ou des antifongiques.

## Pouvoir pathogène desStreptomyces
Les Streptomyces ne sont pas des bactéries pathogènes pour l'homme (à l'exception de Streptomyces somaliensis), bien que celles-ci puissent être opportunistes dans de très rares cas.
Le principal aspect nuisible des Streptomyces concerne la gale commune de la pomme de terre, causée principalement par Streptomyces scabies, et responsable de diminutions de rendements importantes.